# Richard Breslau
Richard Paul Adolf Breslau (ur. 26 maja 1835 w Chorzowie, zm. 4 marca 1897 w Bad Sachsa) – niemiecki polityk, burmistrz Erfurtu od 1871 do 1889 roku. Za jego kadencji Erfurt przekształcił się w nowoczesne miasto przemysłowe.

## Życiorys

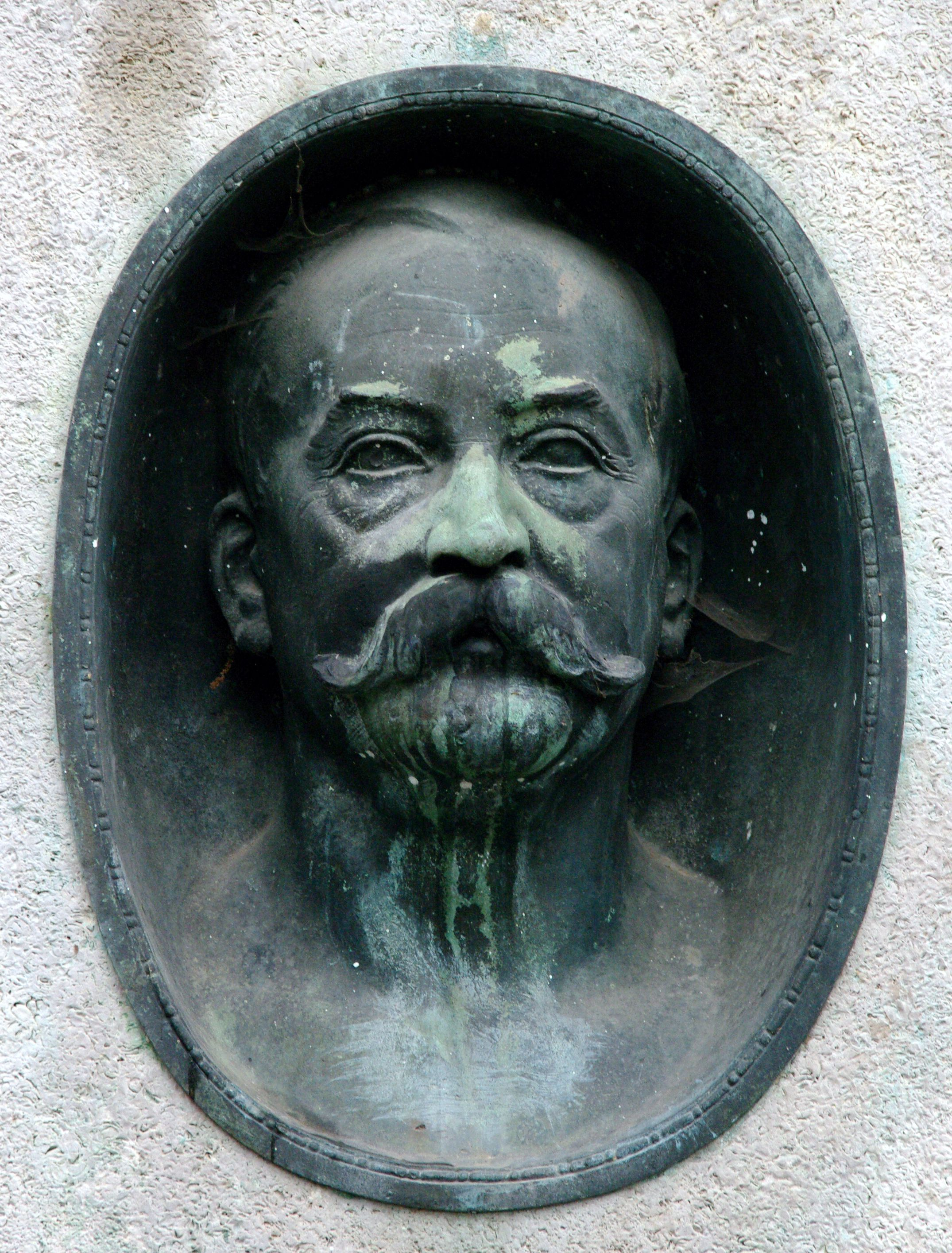
Richard Breslau, Erfurt

Richard Breslau urodził się 26 maja 1835 r. w Chorzowie, ówczesnym Königshütte, jako syn Adolfa Friedricha Augusta Breslaua (1801–1846) i Liddy z domu Wellner (1809–1887). W 1866 r. poślubił Jenny Kramer pochodzącą z Bytomia. Para miała siedmioro dzieci. 

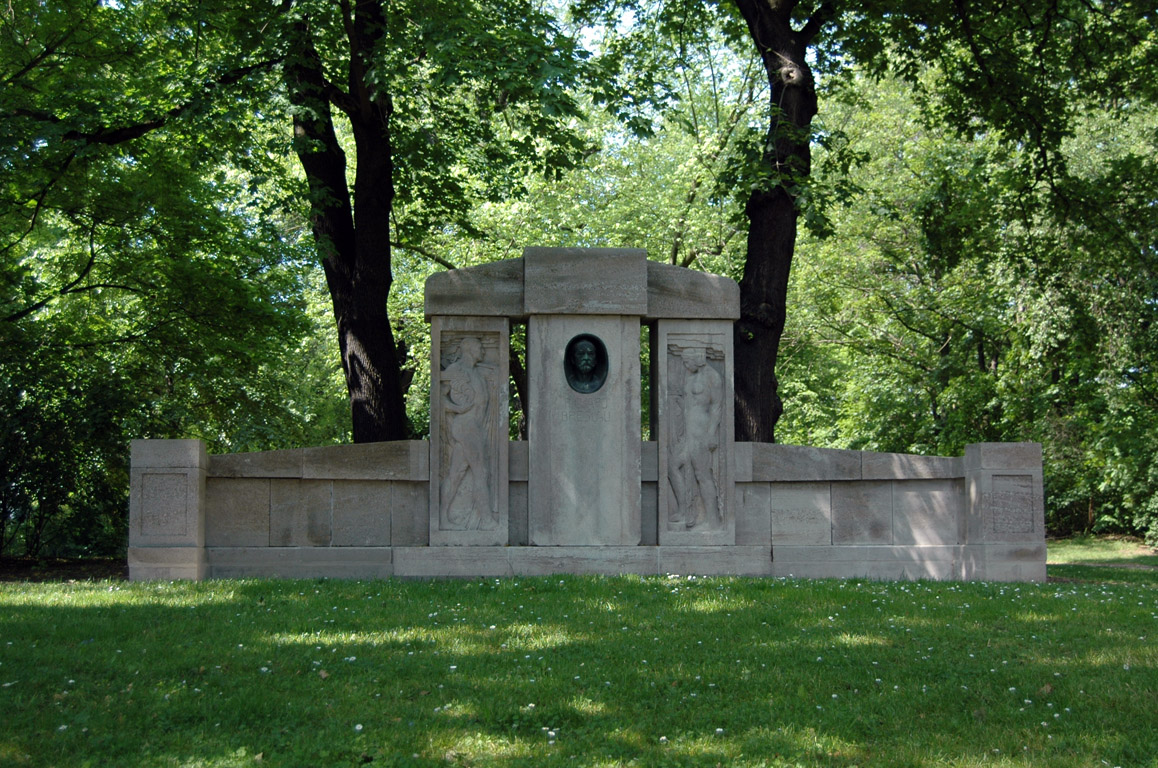
Pomnik Richarda Breslaua, Erfurt

Po ukończeniu prawa został zatrudniony w 1856 roku jako Auskultator (pierwszy poziom trzypoziomowego szkolenia w sądownictwie po uniwersytecie) sądu apelacyjnego w sądzie rejonowym w Naumburgu. W 1858 r. został stażystą rządowym, w 1862 r. był asesorem rządowym w Erfurcie. Brał udział w wojnie francusko-pruskiej (1870-1871) jako oficer. 14 lipca 1871 r. został wybrany na burmistrza Erfurtu i podjął wiele dalekowzrocznych decyzji dotyczących rozwoju miasta, które otrzymało prawa miejskie w 1872 r.
W ciągu dekady zmodernizował miasto: zbudowano szpital miejski, rzeźnię, kanalizację, warunki higieniczne zostały znacznie poprawione poprzez budowę centralnej rury wodociągowej, która doprowadzała wodę pitną dla mieszkańców. Wprowadził też bardziej efektywny system usuwania odpadów, cmentarze przeniesiono na peryferia miasta i utworzono tereny zielone. Zreformował także policję i system edukacyjny, za jego czasów wybrukowano ulice i chodniki a w 1883 r. uruchomiono tramwaj konny, który zastąpiono w 1894 r. elektrycznym, dzięki zapoczątkowanej przez Richarda Breslau elektryfikacji w 1887 r. Szczególnie ważna była budowa rowu przeciwpowodziowego, który zapobiegał corocznemu zalewaniu przez rzekę Gery.
W 1889 r. zakończył urzędowanie jako burmistrz Erfurtu i otrzymał honorowe obywatelstwo miasta. Na jakiś czas przeprowadził się do Naumburga. W 1891 r. zbudował dla rodziny „Breslauer Hof” w Bad Sachsa. Zmarł w Bad Sachsa w 1897 roku.
Richard Breslau został pochowany 9 marca 1897 r. na cmentarzu Erfurt Südfriedhof w grobowcu dla honorowych mieszkańców miasta. Pomnik Richarda Breslaua, wykonany przez Carla Melville'a, wzniesiony został 19 października 1912 r. przy ulicy, która została nazwana na jego cześć Richard-Breslau-Strasse.  Dwie płaskorzeźby przedstawiają handel i ruch, a także przemysł i budownictwo.